# صلاح نور الدين
صلاح عبد الله نور الدين نور الدين (مواليد 1963) رجل أعمال ومصرفي بحريني. الرئيس السابق لنادي ليدز يونايتد الإنجليزي.
حاصل على شهادة الماجستير في الأعمال المصرفية والمالية الدولية من المملكة المتحدة. صلاح رجل أعمال يتخذ من البحرين مقرا لأعماله. يتولى منصب الرئيس التنفيذي لشركة إنفيست المحدودة التي اشترت في البداية حصة 3.33٪ في نادي ليدز يونايتد لكرة القدم القابضة المحدودة في أعقاب سيطرة ليدز يونايتد قبل بيت التمويل الخليجي وهو بنك استثماري إسلامي مقره البحرين. عين صلاح في البداية نائب رئيس في 21 مايو 2013 ولكن بعد انتهاء فترة رئاسة كين بيتس أصبح صلاح رئيسا في 1 يوليو 2013. تبين فيما بعد أنه زاد حصته في النادي إلى 10٪.
في أوائل 2014 باع بيت التمويل الخليجي حصة الأغلبية في النادي إلى رجل الأعمال الإيطالي ماسيمو سيلينو الذي أصبح يملك غالبية الأسهم بنسبة 75٪ وهذا يعني أن بيت التمويل الخليجي يملك حصة 5٪ في النادي بينما احتفظ صلاح بحصة 10٪ من خلال شركته إنفيست المحدودة بينما يملك حصة 10٪ المتبقية بنك الاستثمار الدولي.
في عام 2014 تم عزل صلاح من رئاسة النادي من قبل المالك الجديد ماسيمو سيلينو ولكنه بقي في مجلس الإدارة حتى أبريل 2014 عندما استقال من المجلس.